# 霍里夫 (洛卡奇區)
50°41′10″N 24°36′39″E / 50.68611°N 24.61083°E
霍里夫（烏克蘭語：Хорів），是烏克蘭的村落，位於該國西部沃倫州，由沃洛德米爾區負責管轄，始建於1545年，面積1.74平方公里，海拔高度213米，2001年人口352，人口密度每平方公里202.76人。